# Kandung
Kandung is een bestuurslaag in het regentschap Pasuruan van de provincie Oost-Java, Indonesië. Kandung telt 1287 inwoners (volkstelling 2010).